# Bronson Pinchot
Bronson Pinchot (New York, 20 maggio 1959) è un attore statunitense.

## Biografia
Secondogenito di Henry Benjamin Pinchot e Rosina Asta, ha il fratello maggiore Oliver; dopo di lui nascono la sorella Jennifer e il fratello Justin.
Esordisce sul grande schermo nel 1983 con Risky Business - Fuori i vecchi... i figli ballano, e l'anno successivo interpreta Serge in Beverly Hills Cop - Un piedipiatti a Beverly Hills (1984), ruolo che riprenderà dieci anni dopo nel terzo capitolo della serie, Beverly Hills Cop III - Un piedipiatti a Beverly Hills III (1994), e poi di nuovo nel 2024 in Un piedipiatti a Beverly Hills - Axel F.
Recita inoltre nei film Una vita al massimo (1993), Il coraggio della verità (1996), Un party per Nick (1996) e Il club delle prime mogli (1996), nella miniserie I Langolieri (1995) e nelle serie Lois & Clark - Le nuove avventure di Superman e Le terrificanti avventure di Sabrina (2018-2020). Nel 2012 appare nello show The Bronson Pinchot Project.
Dal 1986 al 1993 partecipa alla sitcom Balki e Larry - Due perfetti americani, nel ruolo di Balki Bartokomus, per il quale riceve un Emmy nel 1987. Nel 1997 interpreta Jean-Luc nella serie Una bionda per papà.

## Filmografia parziale

### Attore

#### Cinema
- Risky Business - Fuori i vecchi... i figli ballano (Risky Business), regia di Paul Brickman (1983)
- Beverly Hills Cop - Un piedipiatti a Beverly Hills (Beverly Hills Cop), regia di Martin Brest (1984)
- Fuori orario (After Hours), regia di Martin Scorsese (1985)
- Tutta colpa del fattorino (Blame It on the Bellboy), regia di Mark Herman (1992)
- Una vita al massimo (True Romance), regia di Tony Scott (1993)
- Beverly Hills Cop III - Un piedipiatti a Beverly Hills III (Beverly Hills Cop III), regia di John Landis (1994)
- Un party per Nick (It's My Party), regia di Randal Kleiser (1996)
- Il club delle prime mogli (The First Wives Club), regia di Hugh Wilson (1996)
- Il coraggio della verità (Courage Under Fire), regia di Edward Zwick (1996)
- Slappy - Occhio alla pinna (Slappy and the Stinkers), regia di Barnet Kellman (1998)
- The All New Adventures of Laurel & Hardy in For Love or Mummy, regia di Paul Weiland (1999)
- Pure Country: Il dono (Pure Country 2: The Gift), regia di Christopher Cain (2010)
- You and I, regia di Roland Joffé (2011)
- Un piedipiatti a Beverly Hills - Axel F (Beverly Hills Cop: Axel F), regia Mark Molloy (2024)

#### Televisione
- Storie incredibili (Amazing Stories) – serie TV, episodio 1x04 (1985)
- Balki e Larry - Due perfetti americani (Perfect Strangers) – serie TV, 150 episodi (1986-1993)
- I Langolieri (The Langoliers), regia di Tom Holland – miniserie TV (1995)
- Meego – serie TV, 13 episodi (1997)
- Una bionda per papà (Step by Step) – serie TV, 24 episodi (1997)
- Law & Order - Unità vittime speciali (Law & Order: Special Victims Unit) – serie TV, episodio 9x01 (2007)
- A tutto ritmo (Shake It Up) – serie TV, episodio 1x17 (2010)
- NCIS - Unità anticrimine (NCIS) – serie TV, episodio 12x06 (2014)
- Le terrificanti avventure di Sabrina (Chilling Adventures of Sabrina) – serie TV, 8 episodi (2018-2020)
- NCIS: Hawai'i – serie TV, episodio 1x19 (2022)
- The Residence – serie TV, 8 episodi (2025)

### Doppiatore
- La grande avventura di Jungle Jack (Jungledyret), regia di Stefan Fjeldmark (1993)
- La spada magica - Alla ricerca di Camelot (Quest for Camelot), regia di Frederik Du Chau (1998)
- Lilli e il vagabondo II - Il cucciolo ribelle (Lady and the Tramp II: Scamp's Adventure), regia di Darrell Rooney (2000)
- Le avventure del topino Despereaux (The Tale of Despereaux), regia di Sam Fell (2008)

## Doppiatori italiani
Nelle versioni in italiano delle opere in cui ha recitato, Bronson Pinchot è doppiato da:
- Marco Guadagno in Beverly Hills Cop - Un piedipiatti a Beverly Hills, Fuori orario, Beverly Hills Cop 3 - Un piedipiatti a Beverly Hills 3, Un piedipiatti a Beverly Hills - Axel F
- Massimo Rossi in Una vita al massimo, Meego
- Massimo Rinaldi in Risky Business - Fuori i vecchi... i figli ballano
- Gino La Monica in Storie incredibili
- Oreste Baldini in Balki e Larry, due perfetti americani
- Claudio Moneta ne I langolieri
- Danilo De Girolamo ne Il coraggio della verità
- Gianluca Tusco ne Il club delle prime mogli
- Marco Bolognesi in Una bionda per papà
- Simone D'Andrea in Law & Order: Criminal Intent
- Roberto Pedicini in Law & Order - Unità vittime speciali
- Gaetano Varcasia in Hawaii Five-0
- Andrea Lavagnino in NCIS - Unità anticrimine
- Massimiliano Plinio in Le terrificanti avventure di Sabrina
- Roberto Stocchi in NCIS: Hawai'i
- Marco Mete ne I langolieri (ridoppiaggio)

Da doppiatore è sostituito da:
- Massimo Lodolo in La spada magica - Alla ricerca di Camelot
- Massimo Rinaldi in Lilli e il vagabondo II - Il cucciolo ribelle
- Luigi Ferraro in Le avventure del topino Despereaux